# Вальдивия (культура)

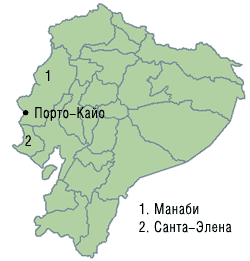
Локализация культуры Вальдивия

Вальди́вия — одна из древнейших культур обеих Америк, существовавшая в период между 3500 г. до н. э. и 1800 до н. э. в одном из самых засушливых районов тихоокеанского побережья Эквадора в провинции Манаби, от Пуэрто-Кайо до севера провинции Санта-Элена.

## История
Радиоуглеродный анализ относит появление артефактов культуры вальдивия примерно к 3500 году до н. э. Она была открыта в 1956 году эквадорским археологом Эмилио Эстрадой, обнаружившим поселение в устье реки Вальдивия (Эквадор).
Её происхождение до сих пор остается загадкой. Некоторые специалисты выводят его от племён с восточных склонов Анд, другие из более ранней культуры лас-вегас, которую вальдивия напоминает по некоторым характеристикам.
Эстрада и другие учёные высказали предположение о её контактах с жителями островов современной Японии, так как наблюдается большое сходство керамических изделий Вальдивии и периода Дзёмон (Кюсю). Однако эти теории не получили распространения, и большинство археологов отвергают наличие подобной связи. «Было отброшено представление о транстихоокеанской диффузии (посредством случайного путешествия рыбаков с о-ва Кюсю), элементов японского неолита, известного под именем Дзёмон, которое предложили Б. Меггерс, К. Эванс и Э. Эстрада. Более того, в конце 70-х годов ученые отказались от чисто хронологического подхода к исследованиям и (на основе подхода междисциплинарного) начали изучать производство и воспроизводство вальдивийского общества не только как группы рыболовов и ранних земледельцев побережья, а как населения, занятого эксплуатацией разнообразной флоры и фауны экваториального побережья».
Существуют фундаментальные различия между культурой вальдивия и другими культурами Амазонии, главным образом группами охотников и собирателей. Тем не менее сходство глиняных изделий позволяет говорить о существовавшей между ними связи, так как обнаружена вальдивийская керамика с орнаментами, типичными для культуры мачалилья, и, наоборот, характерные вальдивийские орнаменты на мачалильских глиняных изделиях. Многие нововведения, особенно в керамике, быстро распространялись среди соседних групп.

## Хозяйство и материальная культура

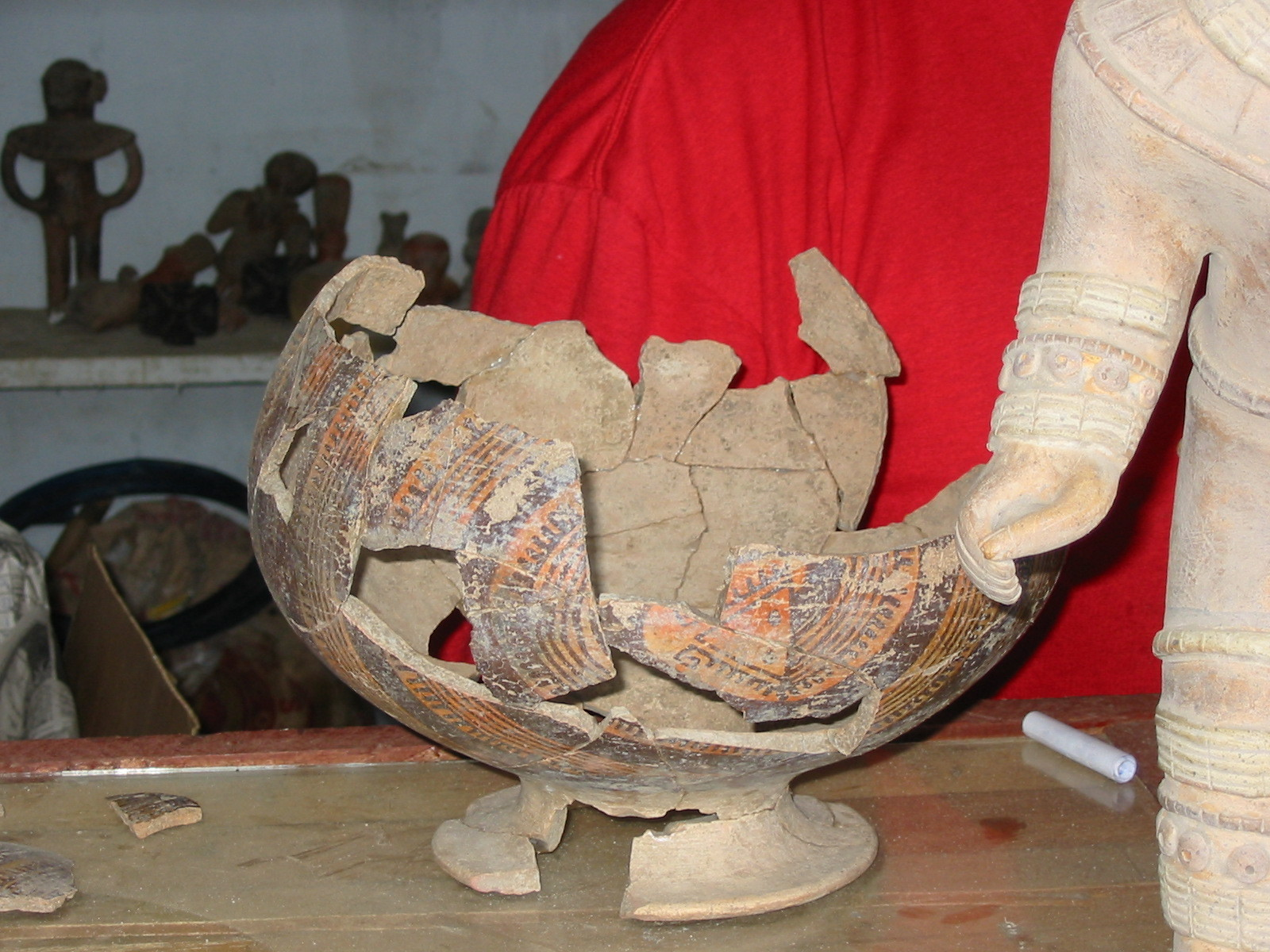
Реконструкция древнейшей доколумбовой керамики культуры Вальдивия

«Исследователи находят в культуре вальдивия истоки многих форм материальной и духовной культуры, характерных для индейцев тропических районов Южной Америки (бороро, уитото, группы же и др.)».
Вальдивийцы вели оседлый образ жизни. Их поселки размещались вдоль рек как на побережье, так и во внутренних районах. Плотность населения возрастала с улучшением плодородности земель. Поселки состояли из круглой церемониальной площадки в окружении круглых и овальных жилищ столбовой конструкции со стенами из обмазанной плетёнки. Встречаются крупные посёлки, из которых подробно изучен Реаль-Альто. «В центре находились очень крупные, очевидно, общественные здания и две церемониальные насыпи. Конструкция жилищ была прежней, но их размеры значительно возросли: площадь некоторых достигала 90 м² и в них могли обитать целые линиджи. Предполагается, что в период расцвета население Реаль-Альто достигало 1500 человек». 16 февраля 2007 года в журнале Science были опубликованы результаты исследования, проведённого группой учёных под руководством Д. Персолл, согласно которым на участках Лома-Альто и Реаль-Альто обнаружены древнейшие в Америке остатки окультуренного перца чили возрастом 6000 тысяч лет.
Главным источником пропитания для них служило сельское хозяйство, охота и рыбная ловля. Культивировались такие растения, как бобовые, тыквы, маниока, перец, канна и царица Центральной Америки кукуруза, а также хлопок, из которого изготовлялась одежда. Также есть некоторые основания полагать, что вальдивийцам были знакомы кока, мате и юкка. Относительно уровня развития сельского хозяйства существуют разные мнения. «Если в культуре вальдивия действительно имелось развитое земледелие (а этот факт, по мнению некоторых ученых, не является окончательно установленным), то это заставляет предполагать существование более раннего земледельческого центра в горах Эквадора и Колумбии, где земледелие уже возникло в более ранний период и уже включало маис».
Холодное Перуанское течение приносило богатое разнообразие водорослей, рыб и морепродуктов. В рацион вальдивийцев входило большое количество рыбы, особенно сом, олени двух видов, дикий кабан, птицы, моллюски, в основном Anadara tuberculosa.
Кроме собаки, нет признаков одомашненных животных, таких как верблюдовые или морские свинки.
Вальдивийцы не знали металла. Для сельскохозяйственных работ они использовали каменные орудия и большие раковины, привязанные к палке. Они производили хлопковую ткань, некрашеную и окрашенную в различные цвета природными красителями.
Однако более всего культура известна своей керамикой. Возраст древнейшей вальдивийской керамики насчитывает свыше 5 тысячелетий. Но лишь около 2300 г. до н. э. начинают появляться сначала каменные, затем глиняные «Венеры» — женские фигурки, которые впоследствии станут отличительной чертой различных доиспанских культур от Центральной Америки до Южных Анд.